# モートルシュポルト・アリーナ・オッシャースレーベン
モートルシュポルト・アリーナ・オッシャースレーベン（Motorsport Arena Oschersleben）は、ドイツ、マクデブルク近郊のオシャースレーベンにあるサーキット。
ニュルブルクリンク、ホッケンハイムリンク、ザクセンリンクに次ぐドイツ第4の常設サーキットとして1997年に完成した。一周は3,696m。ドイツツーリングカー選手権(DTM)の開催地のひとつ。